# Màn trập (máy ảnh)

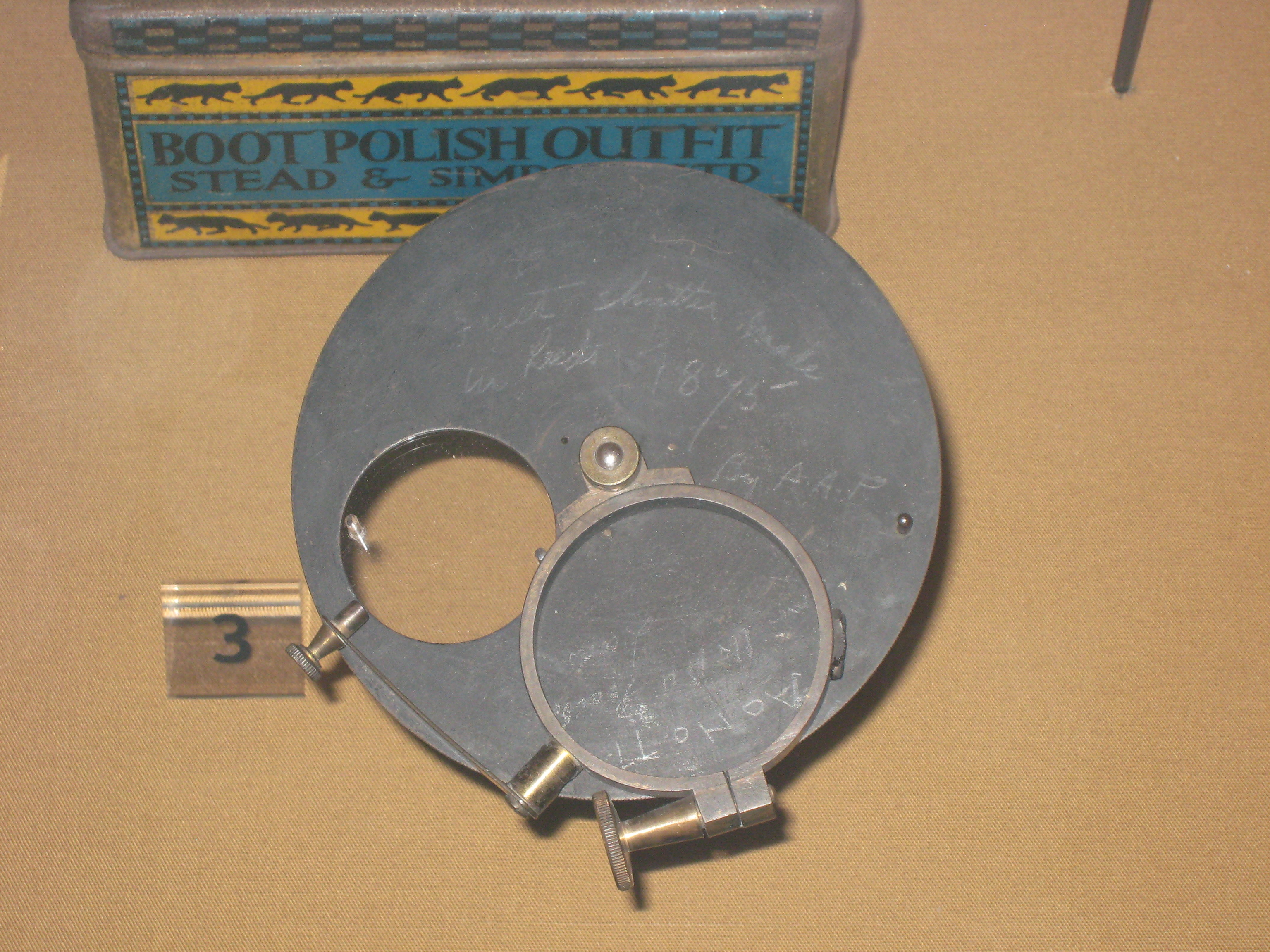
Phiên bản đầu tiên của màn trập (1875) chế tạo bởi A. A. Pearson

Trong nhiếp ảnh, màn trập (đôi khi gọi là màn chập) là một bộ phận của máy ảnh có thể đóng mở cho phép ánh sáng đi qua trong một khoảng thời gian xác định, ánh sáng sau khi đi qua ống kính và màn trập được phơi trên phim hoặc cảm biến ảnh nhạy sáng để thu được ảnh tĩnh của cảnh. Màn trập cũng được dùng để cho phép ánh sáng đi ra phía ngoài như được sử dụng trong máy chiếu phim rạp hoặc các đèn hiệu. Màn trập có các tốc độ đóng mở điều chỉnh được để thay đổi lượng ánh sáng lên phim/bộ cảm biến. Màn trập được thiết kế sao cho nó tự động được đóng lại sau một khoảng thời gian cụ thể. Tốc độ của màn trập được điều chỉnh bởi vòng thay đổi tốc độ chụp phía ngoài máy ảnh.